# Giovanni Volpi (Bischof)
Giovanni Volpi (* 27. Januar 1860 in Lucca; † 19. Juni 1931 in Rom) war ein italienischer Geistlicher und von 1904 bis zu seinem Rücktritt 1919 Bischof von Arezzo.

## Leben
Volpi wurde 1860 als Sohn einer angesehenen und begüterten Familie in Lucca geboren. Im Juni 1882 empfing er das Sakrament der Priesterweihe und im Alter von 37 Jahren ernannte ihn Papst Leo XIII. zum Titularbischof von Dionysias und zum Weihbischof in Lucca. Die Bischofsweihe spendete ihm am 5. September 1897 der Erzbischof von Lucca, Nicola III. Ghilardi; Mitkonsekratoren waren der Bischof von Volterra, Giuseppe Gelli, und der Bischof von Fiesole, David Camilli.
Papst Pius X. ernannte ihn 1904 zum Bischof von Arezzo. Volpi setzte die konservative Politik des Papstes in seinem Bistum um. Er galt als erbitterter Gegner der Freimaurerei und des Modernismus. Die sich daraus ergebenden Konflikte im Bistum Arezzo veranlassten den Nachfolger von Pius X., Papst Benedikt XV., im Jahr 1919 eine Apostolische Visitation des Bistums durch Arcangelo Lolli anzuordnen, in deren Ergebnis er Volpi befahl, sein Bistum zu verlassen. Am 3. Juli 1919 erklärte er den Verzicht auf sein Bischofsamt und wurde von Benedikt XV. zum Titularerzbischof von Titularerzbistum Antiochia in Pisidien ernannt.
Volpi blieb in Rom und nahm unter dem Pontifikat von Pius XI. auch wieder kirchliche Aufträge war. Er war Kokonsekrator der späteren Kardinäle Ermenegildo Pellegrinetti (1922) und Carlo Chiarlo (1928).